# Johann Conrad Ulmer
Ne pas confondre avec Johann Konrad Ulmer (de) (1519-1600).
Johann Conrad Ulmer, né en 1780 à Berolzheim et mort le 26 août 1820 à Francfort-sur-le-Main, est un aquafortiste et graveur sur cuivre badois. 

## Biographie
Johann Conrad Ulmer prend des cours de dessin avec le peintre de la cour d'Ansbach Friedrich Gotthard Naumann (de) avant 1795 et entre à l'Académie des Beaux-Arts de la ville impériale d'Augsbourg à partir de 1795 comme élève du graveur Johann Elias Haid. De 1800 à 1802, il est boursier du gouvernement prussien et élève de Johann Gotthard Müller à Stuttgart. De 1803 à 1817 environ, il est élève à l'École des beaux-arts et dans les ateliers de Jean-Baptiste Regnault et de Jacques-Louis David à Paris. Il participe au Salon de Paris en 1812. Entre 1818 et 1820, Johann Conrad Ulmer est professeur de gravure à l'Institut Städel de Francfort-sur-le-Main.